# Análisis económico del Derecho
El campo de Derecho y Economía es un campo de estudio que contiene dos subdivisiones, el Análisis Económico del Derecho, (AED) (en inglés: Economic Analysis of Law, (EAL)), enfocándose en la metodología de análisis y el Derecho y Economía, (DyE) (en inglés: Law & Economics, (L&E)) enfocándose en los factores que determinan nuestro comportamiento económico y jurídico.
El Análisis económico del Derecho es una corriente considerada dentro de la teoría del Derecho que aplica métodos propios de la economía en el razonamiento jurídico. Incluye el uso de la metodología y los conceptos propios de la ciencia económica para predecir el efecto de las normas jurídicas, con el objeto de determinar qué leyes o disposiciones jurídicas son económicamente eficientes y predecir qué medidas deberían ser promulgadas o adoptadas. Es decir, propone la evaluación de las reales consecuencias de una norma existente y asimismo la predicción de los posibles efectos de una norma proyectada buscando diseñar mejores estructuras legales, más eficientes para arribar a los propósitos deseados, adoptando los medios que resulten más idóneos para ello. El derecho se mantiene para dictar un orden dentro de la sociedad. 
Su aplicación no se limita a materias íntimamente vinculadas a la economía como reglas de antimonopolio y regulación, sino que es susceptible de aplicarse complementariamente para el estudio de cualquier tipo de normas legales, inclusive las de propiedad, obligaciones, justicia civil y criminal, derecho de familia, delito y pena, entre otras.

## Cuestiones terminológicas
La denominación de Law & Economics, utilizada durante la primera mitad del siglo XX, ha designado solamente una zona de intersección entre el objeto de estudio del Derecho y el de la Economía: cuestiones relativas a tributación, ciertos aspectos de regulación administrativa, control de monopolios y competencia. La interacción real entre ambas disciplinas era, no obstante, limitada.
Hacia 1960 se amplía la interacción entre las disciplinas extendiéndose al resto del mundo jurídico, como un método de análisis y estudio de sus instituciones. En tal sentido, comenzó a hablarse de un nuevo Law & Economics, para oponerlo a aquel por el cual, se reserva el calificativo de antiguo (old).
La traducción al español de Law & Economics como Derecho y Economía resulta fiel y se convierte, además, en útil al constatar que se tienen escuelas al interior del movimiento que acogen una relación de bilateralidad entre las disciplinas (Coase, Calabresi, entre otros), mientras que otra una relación de subordinación del Derecho a la Economía (Posner).
Ante ello, Calabresi ha sostenido que “Análisis Económico del Derecho” aplicaría a aquellas aproximaciones en que el Derecho de subordina a los postulados económicos, mientras que "Derecho y Economía" a aquellos esfuerzos de retroalimentación entre las disciplinas.

## Enfoque positivo y normativo del análisis económico del Derecho
Se acostumbra a dividir al análisis económico del derecho en dos enfoques o dimensiones heredadas de la Economía: positivo y normativo.

### Enfoque positivo
El enfoque positivo del análisis económico del derecho utiliza el análisis económico para estudiar las causas y predecir el efecto de las normas jurídicas. Así por ejemplo, un análisis económico-positivo sobre responsabilidad extracontractual podría predecir los efectos de régimen de responsabilidad objetiva o estricta, frente a uno de responsabilidad subjetiva.

### Enfoque normativo
El enfoque normativo del análisis económico del derecho va más allá, y establece recomendaciones de carácter político basadas en las consecuencias económicas que derivan de la aplicación de un determinado curso de acción política. El concepto central en esta materia es el de eficiencia y en particular, el de eficiencia en la distribución.

## Principales tópicos

### Eficiencia
Un concepto común de eficiencia utilizado por el análisis económico del derecho es el de la Eficiencia de Pareto. Una norma jurídica es eficiente según el óptimo de Pareto si no puede ser modificada para mejorar la situación de una persona, sin perjudicar a otra. Un concepto más débil de eficiencia es el de Eficiencia de Kaldor e Hicks. De acuerdo con este concepto, una norma jurídica es eficiente si las personas o grupos de personas que mejoran pueden compensar a aquellos que empeoran.

### Costes de Transacción
Un concepto de especial importancia es el teorema de Coase. El mismo formula que si las partes privadas y públicas pueden negociar sin ningún costo sobre la asignación de los recursos, pueden generar por sí mismas transacciones eficientes, siendo innecesaria la generación de normas jurídicas para ello.
Dicho de otra forma, si no existen los llamados "costos de transacción" (transaction costs), la regla legal resultsa irrelevante para la óptima asignación de los recursos. Esto se debe a que los costos de transacción podrían inhibir un intercambio que resulta deseable desde una óptica de eficiencia. En ciertos escenarios se asume que la eficiencia social se encuentra representada por el llamado "óptimo de Pareto", mientras que en otros por la eficiencia de Kaldor-Hicks. Lo primero ocurre en escenarios de reglas de propiedad, mientras que lo segundo se da en escenarios de reglas de responsabilidad, aspecto que fusiona las visiones de Coase con Calabresi.

### Externalidades
Otro concepto de especial importancia es el de externalidad. Una externalidad es una situación en la que una variable decisoria de un agente entra en la función objetivo de otros agentes. Es decir, el bienestar de un agente está afectado por las acciones de otro agente en la economía. En este sentido, existen externalidades positivas y negativas, siendo la regulación económica el mecanismo apropiado para corregir la distorsión que las mismas generan.

### Diseño de mecanismos
A partir de los años nonos de este siglo, la economía de costos de transacción que dominaba al AED ha ido cediendo a la metodología del diseño de mecanismos, que es una generalización de la teoría de juegos a través de la matemática inversa, y que subsume los costos de transacción en problemas estratégicos que se derivan de las asimetrías de información y de la compatibilidad de incentivos, por lo que el Teorema de Myerson–Satterthwaite resulta ser un contrapunto del Teorema de Coase.
Este desarrollo lo iniciaron algunos exponentes del AED, como Robert Cooter y Thomas Ulen, quienes ya, en su manual de los años ochenta del siglo pasado, comenzaron a introducir algunos conceptos procedentes de la teoría de juegos al AED.

## Controversias y críticas
Una de las listas más completas de controversias y críticas en castellano se encuentran en la obra de Bullard (2006).

### Supuesta rivalidad con el Derecho Civil
Diversos autores, en particular para el caso latinoamericano y peruano, Castillo Freyre y Vásquez Kunze (2004) han postulado que el Derecho Civil no requiere del Análisis Económico del Derecho (AED) para subsistir, siendo innecesario para el análisis jurídico. Bullard (2006), en cambio, considera que el AED sí puede servir de complemento para el análisis jurídico, ampliando el horizonte de lo tradicional en Derecho. Por su parte, Saavedra (2015) sostiene que la rivalidad entre el Derecho Civil y el AED con la cual irrumpió en la academia jurídica latinoamericana a finales de la década de 1980 es solo una apariencia, toda vez que el AED es un enfoque o herramienta con la cual se examina el fenómeno jurídico, mientras que el Derecho Civil es el contenido o la materia estudiada a través de tal enfoque.
En este mismo sentido, del Granado (2009) ha impulsado el análisis económico del Derecho Romano y (2018) redactado un proyecto de Código Civil desde esta corriente de pensamiento.

### Alcances del Análisis Económico del Derecho. Derechos patrimoniales vs. Derechos Humanos.
Otra importante controversia es aquella que determina si el Análisis Económico del Derecho puede aplicarse a todo el Derecho o sólo a la parte patrimonial, más nunca a los derechos humanos o derechos fundamentales. Del mismo modo, existe una oposición clara entre las diversas corrientes, por un lado Castillo (2004) indicando que ello no solo no es posible sino innecesario y por otro lado Buscaglia et al. (1997), Bullard (2006) y Buscaglia (2008) Archivado el 14 de abril de 2019 en Wayback Machine. cuyas investigaciones académicas trascienden al Derecho Civil para abarcar al análisis económico del derecho penal y al análisis económico del derecho a la seguridad humana. Asimismo, Posner y Becker a través de su ampliamente leído blog han permitido una lectura amplia de los diversos problemas socioeconómicos y políticos norteamericanos desde una perspectiva del Análisis Económico del Derecho.
Cabe precisar que incluso desde la génesis del segundo movimiento de Derecho y Economía se aplicó tal perspectiva al análisis de ciertos componentes o manifestaciones de los derechos humanos. En concreto, el mandato de no-discriminación, el cual fue examinado de manera indirecta en la tesis doctoral de Gary Becker (1955). La citada investigación fue luego publicada en el año 1957 y cuenta con una segunda edición de 1971, cuyo título fue "The Economics of Discrimination". Lamentablemente, el libro es pocas veces leído (y por lo general es absolutamente desconocido) por quienes niegan la posibilidad de aplicar el análisis económico a los derechos fundamentales.

### ¿Ciencia o ideología?
Asimismo, Mattei (1998) ha continuado la discusión respecto al carácter científico o ideológico del Análisis Económico del Derecho. En principio, debido a su principal corriente de origen anglosajón (Common Law) y más frecuente proveniente de universidades tales como Yale, Harvard o Chicago, es que se ha presenciado en Latinoamérica un AED esencialmente "conservador" (en sentido norteamericano) de tipo no intervencionista.
No obstante, el desarrollo del Análisis Económico del Derecho en Europa Continental genera una nueva corriente académica que ya no considera este tipo de riesgos ideológicos, sino una metodología económica específica cuyo objeto de estudio es el Derecho (Martin 2012).

### Hacia una denominación oficial
En su artículo primigenio, Ronald Coase denominó a este método o enfoque "Law & Economics", mencionado así una vez en la página 38 de su artículo El Problema de Costo Social) cuando escribió: '"Pigou's case of the overrunning rabbits affords an excellent example of how problems of law and economics are interrelated, even though the correct policy to follow would seem to be different from that envisioned by Pigou.. (El caso de Pigou, de los conejos transformados en plaga, es un ejemplo excelente de cómo se interrelacionan el derecho y la economía, aun cuando la política correcta a seguir parecería diferir de la que avizoró Pigou). Cabe anotar, sin embargo, que la revista en que se publicó tal contribución ya tenía por título Journal of Law and Economics, razón por la cual sería complicado que la denominación fuera asignada por Coase. Lo dicho se ve avalado si se considera que, a nivel histórico, existió un primer movimiento de Law & Economics a finales del siglo XIX.
En efecto, si bien literalmente Law and Economics se traduciría al castellano como "Derecho y Economía", una traducción más acorde a la lengua española castellana diría "El Derecho y la Economía". La misma situación ocurriría con el Francés u otros idiomas de origen latín que requieran artículos definidos (Mackaay, 2008). No obstante, debe observarse que Coase no utiliza mayúsculas en law y en economics, por lo cual no se habría referido a las ciencias o especialidades sino tal vez a la práctica legal y económica. Aun así, es posible que el verdadero sentido de esa frase haya sido efectivamente hacer referencia a "la interrelación entre los problemas del Derecho y de la Economía" de manera separada y no como una unidad conceptual. De opinión distinta es Calabresi, quien sostiene una relación simbiótica entre las disciplinas por afrontar problemas comunes, razón por la cual diferencia el "economic analysis of law" del "law and economics". 
Por otra parte, el propio artículo de Ronald Coase ("El Problema del Costo Social"), en las páginas 1, 11, 19 y 28, hace referencia al análisis económico, en un contexto legal, pero sin utilizar explícitamente el término "Análisis Económico del Derecho" (Economic Analysis of Law).
El problema de la denominación oficial ha sido tratado por José-Manuel Martin Coronado (2009) en diversos estudios denominados "Cuestión de nombre", cuestiona lo controvertido de la traducción realizada durante la importación del concepto "Análisis Económico del Derecho" en Latinoamérica y en particular para el caso peruano. De este modo, sería posible distinguir claramente entre el "Análisis Económico del Derecho" como un método y el "Derecho y Economía" como una nueva rama del conocimiento que incluye al AED.

## Principales exponentes
Entre los principales cultores de Análisis Económico encontramos a los premios Nobel Ronald Coase y Gary Becker, y a los jueces federales Guido Calabresi y Richard Posner.